# Acropoma lecorneti
Acropoma lecorneti är en fiskart som beskrevs av Fourmanoir, 1988. Acropoma lecorneti ingår i släktet Acropoma och familjen Acropomatidae. Inga underarter finns listade i Catalogue of Life.